# Liste von Klöstern in Rumänien

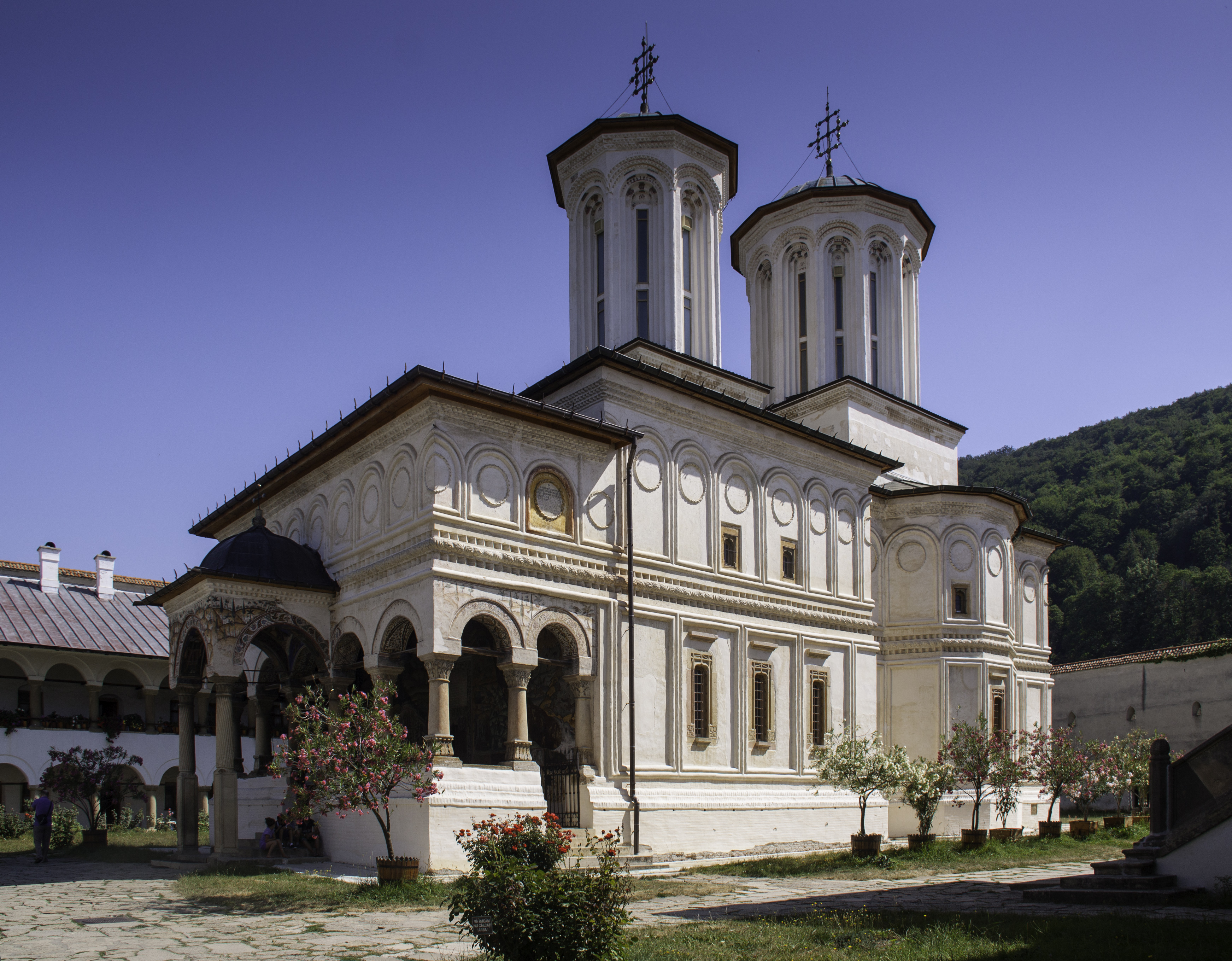
Kirche des Klosters Horezu

Die Liste von Klöstern in Rumänien enthält bestehende und ehemalige Klöster in Rumänien.
Das Kloster Horezu und die Kirchen von acht Moldauklöstern gehören zum Weltkulturerbe der UNESCO.

## Orthodoxe Klöster

### Rumänische Orthodoxe Kirche

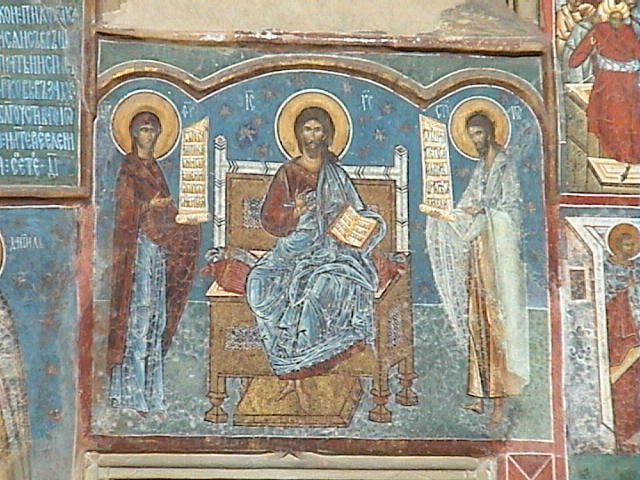
Fresko im Kloster Voroneț

- Kloster Agapia, Nonnenkloster in der Bukowina
- Kloster Arbore, Moldaukloster
- Kloster Bogdana
- Kloster Stavropoleos in Bukarest
- Kloster Căldărușani
- Kloster Dragomirna
- Kloster Hodoș-Bodrog im Banat, 1177 gegründet
- Kloster Horezu, UNESCO-Welterbe
- Kloster Humor, Moldaukloster
- Kloster Moldovița, Moldaukloster
- Kloster Neamț
- Kloster Nicula in Siebenbürgen
- Kloster Probota, Moldaukloster
- Kloster Putna, Moldaukloster
- Kloster Râmeț
- Kloster Râșca
- Kloster Mariä Entschlafen in Sâmbăta de Sus in Siebenbürgen
- Kloster Slatina, in der Bukowina
- Dreifaltigkeitskloster in Strâmba
- Kloster Suceava, Moldaukloster
- Kloster Sucevița, Moldaukloster
- Kloster Văratec
- Kloster Voroneț, Moldaukloster

### Orthodoxe Altkalendarische Kirche Rumäniens

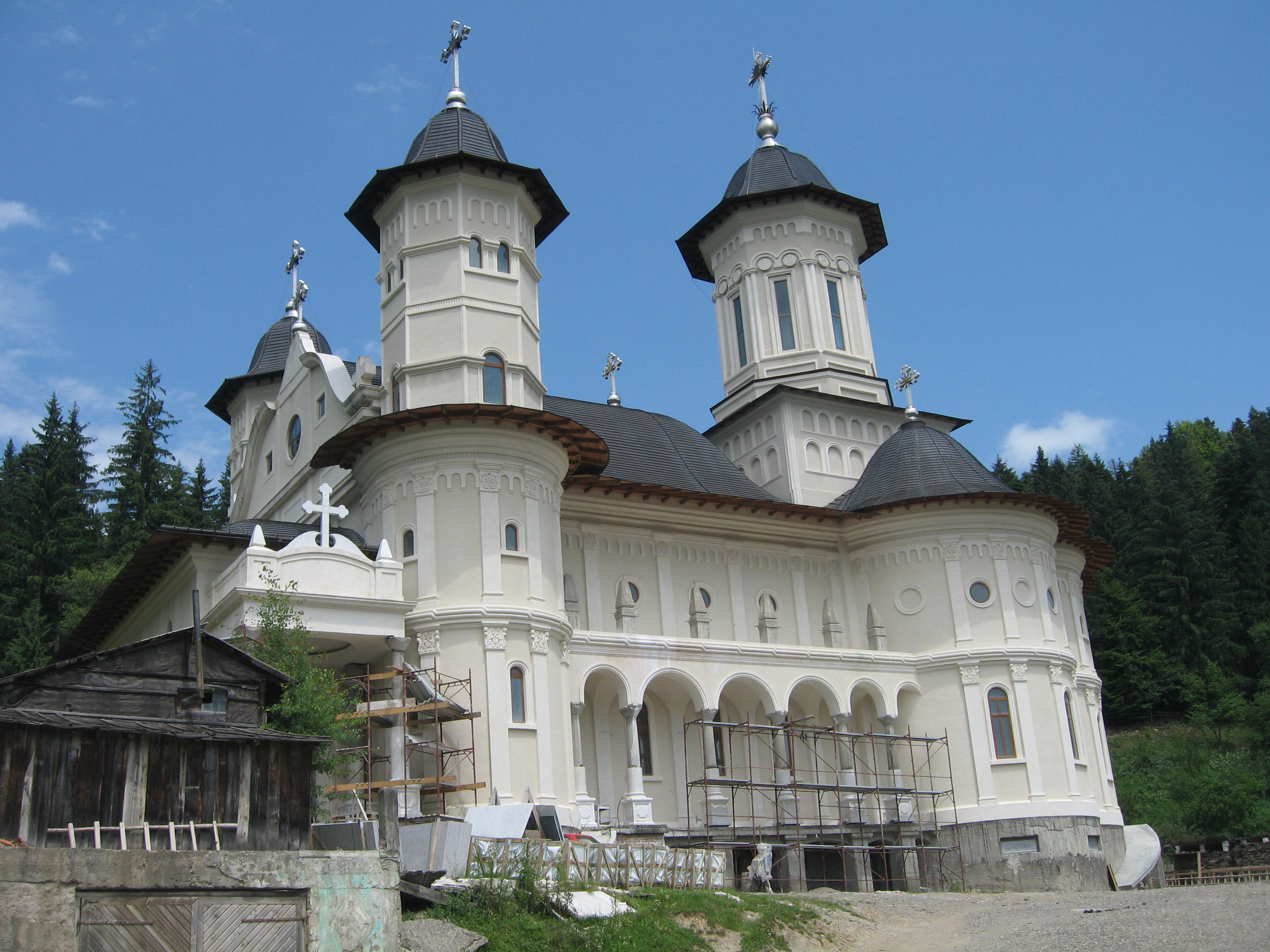
Kloster in Slătioara

- Verklärungskloster in Slătioara, mit über 100 Mönchen

## Römisch-katholische Klöster
Arme Schulschwestern von Unserer Lieben Frau
- Kloster Notre Dame in Timișoara
- Kloster Șumuleu Ciuc, Franziskanerkloster bei Miercurea Ciuc
- Maria Radna, Kloster bei Lipova

## Ehemalige Klöster

### Orthodoxe Klöster
- Kloster Chiajna bei Bukarest, 1774–1790
- Kloster Dealu Mare
- Kloster Pătrăuți, Moldaukloster

### Katholische Klöster
- Kloster Igriș bei Szeged, Zisterzienserkloster, 1179–1526
- Kloster Kerz in Siebenbürgen, Zisterzienserabtei, 1202–1474